# Transtorno alimentar seletivo
O Transtorno Alimentar Seletivo (TAS) ou Transtorno Alimentar Restritivo Evitativo (TARE) é um transtorno alimentar que previne o consumo de certos alimentos. É observado frequentemente como um período da infância que melhora com a idade. Porém, em alguns casos o transtorno pode não melhorar muito e continuar até a vida adulta.

## Definição
O Transtorno Alimentar Seletivo teve seu nome alterado para Transtorno Alimentar Restritivo Evitativo no Manual Diagnóstico e Estatístico de Transtornos Mentais e o critério usado para classificá-lo foi expandido, pois estava inserido em "Transtornos Alimentares da Infância" no DSM-IV. O transtorno classificado no DSM-IV foi usado raras vezes e atualmente existe uma informação muito limitada sobre as características, o curso da doença e o resultado de crianças com este transtorno. O DSM-5 define o TAS como uma perturbação alimentar que provoca falta de interesse na alimentação, restrição e esquiva por conta das características do alimento (aparência, cor, odor, textura), comportamento de esquiva ou restrição na ingestão alimentar.

## Diagnóstico
Os critérios usados para diagnosticar o transtorno são os seguintes:
- A existência de um distúrbio alimentar (falta de interesse, resistência, ou preocupação com as consequências sociais de se alimentar) que apresente uma falha persistente em satisfazer necessidades nutricionais e/ou energéticas, acompanhado de ao menos um dos sintomas: Perda significativa de peso, deficiência nutricional significativa, dependência de um tubo de alimentação ou de suplemento alimentar, ou ainda uma interferência na vida social.
- Esse distúrbio não pode ser causado por falta de comida ou por motivos culturais, e também não pode ocorrer exclusivamente por consequência de uma anorexia nervosa ou de uma bulimia nervosa, ou por problemas relacionados ao peso ou a forma do corpo.
- O distúrbio também não pode ser atribuído a alguma outra condição médica ou a outro transtorno mental ao menos que exceda a gravidade dos sintomas normalmente associados a estas condições.

## Sintomas
Os indivíduos afetados pelo TAS têm dificuldade em comer certos alimentos com base na textura ou aroma. Os "alimentos seguros de se comer" podem ser limitados a certos tipos de comida ou até mesmo a marcas específicas de alimentos. Em alguns casos, os indivíduos afetados chegam até a excluir grupos inteiros de alimentos, como frutas ou vegetais. Algumas vezes, podem recusar os alimentos pela cor. Ou ainda podem preferir somente alimentos bem quentes ou bem gelados, bem crocantes ou bem macios, ou ainda alimentos sem nenhum molho. Nestes indivíduos, a evitação ou a restrição alimentar é baseada em características de qualidade do alimento, como sensibilidade extrema a aparência, cor, odor, textura, temperatura ou paladar.
A maioria dos indivíduos possuem um corpo saudável ou um peso normal. Não há nenhum sintoma externo e aparente associado ao TAS. Isso quer dizer que não é possível identificar um indivíduo afetado por este transtorno através da sua aparência.
Os indivíduos afetados podem ter reações gastrointestinais como náuseas, vômito, ou engasgos ao tentar ingerir alimentos que não fazem parte da sua rotina. Alguns estudos identificaram sintomas de evasão social devido aos seus hábitos alimentares. Apesar disso, a maioria dos indivíduos mudaria seus hábitos se pudessem.
Por estas condições “Independentemente da idade, a função familiar pode ser afetada, com mais carga de estresse às refeições e a outros contextos de alimentação envolvendo amigos e familiares” (APA, 2013, p. 336).

## Causas
Os cientistas apontam que há componentes biológicos e psicológicos na etiologia desse transtorno. A determinação das causas do TAS, porém, tem sido difícil devido a falta de uma definição concreta e de critérios para o diagnóstico. Entretanto, causas prováveis para o TAS foram propostas.
A restrição alimentar pode representar uma resposta negativa condicionada associada à ingestão alimentar seguindo, ou antecipando, uma experiência aversiva, como engasgo/sufocamento; uma investigação traumática, geralmente envolvendo o trato gastrintestinal (p. ex., esofagoscopia); ou vômitos repetidos. Segundo o DSM-V (Manual de doenças da APA mundialmente utilizado para pesquisas e diagnósticos) problemas gastrointestinais na primeira infância podem ser a causa do Transtorno Alimentar Restritivo Evitativo (a seletividade alimentar). Isso significa que existiu um desconforto orgânico associado à alimentação durante um período crítico para o desenvolvimento de hábitos e preferências alimentares.
Outras questões que podem estar associadas a este transtorno são: distúrbios da dinâmica familiar (alteração no vínculo mãe-filho, tensão familiar, dificuldade dos pais em estabelecer limites, mudanças na rotina, separação dos pais, falecimento na família, nascimento de um irmão), distúrbios emocionais da criança (problemas de ajustamento, negativismo, busca de atenção, satisfação de desejos), desmame e/ou introdução alimentar inadequados, falta de conhecimento dos pais a respeito do desenvolvimento do comportamento alimentar da criança, condições ambientais físicas desagradáveis, desacerto entre horários de sono e/ou escolares e horário de alimentação. De mesmo modo alguns transtornos estão muito associados ao Transtorno Alimentar Restritivo/Evitativo, como: autismo, transtorno de déficit de atenção/hiperatividade, transtornos de humor e transtornos de ansiedade.
O TAS e o Autismo

Os sintomas do TAS são geralmente encontrados em conjunto com sintomas de outros distúrbios. Estatisticamente, 80% das crianças que possuem um transtorno do desenvolvimento, possuem também alguma forma de transtorno alimentar. As crianças apresentam muitas vezes sintomas de transtorno obsessivo-compulsivo e autismo. Embora muitos indivíduos afetados pelo TAS apresentem sintomas destes transtornos, muitas vezes eles não estão qualificados para um diagnóstico completo. Padrões de comportamento rígidos e dificuldade para se adaptar a novidades são sintomas comuns em pacientes que sofrem algum grau de transtorno do espectro do autismo. Um estudo feito pela Pennsylvania State University comparou os hábitos alimentares de crianças normais com o de crianças diagnosticadas com transtornos do espectro autista. Depois de analisar seus hábitos alimentares, eles sugeriram que as crianças com algum grau de transtorno do espectro autista têm um maior grau de seletividade alimentar. Estas crianças apresentaram hábitos similares as do TAS, preferindo alimentos mais densos, como nozes e grãos integrais. Devido aos transtornos do espectro autista, estas crianças estão menos propensas a superar seus hábitos alimentares seletivos e é recomendado levá-las a um nutricionista para resolver os seus problemas alimentares.
Outra questão importante que pode auxiliar a compreensão da relação autismo e seletividade alimentar são os quadros gastrointestinais que são extremamente comuns no autismo. “Há uma série de desordens gastrointestinais que podem acometer os autistas, como diminuída produção de enzimas digestivas, inflamações da parede intestinal, e a permeabilidade intestinal alterada, sendo que todos estes fatores agravam os sintomas dos portadores da doença.”. Questões biomédicas podem levar a problemas de ordem psicológica, comportamental, sensorial e emocional. Esta complexa relação pode levar a outros transtornos. “História de condições gastrintestinais, doença de refluxo gastroesofágico, vômitos e uma gama de problemas médicos foram associados a comportamentos alimentares característicos do transtorno alimentar restritivo/evitativo.”. Portanto, quadros gastrointestinais são associados a ambos os diagnósticos (autismo e seletividade alimentar) o que nos permitem expandir o olhar sobre a relação destes dois transtornos (TEA e TARE/TAS) para além de questões comportamentais e sociais.
O TAS como um transtorno de ansiedade

A resistência a alimentos específicos pode ser causada por fobias alimentares que causam uma grande ansiedade quando uma pessoa é apresentada a alimentos novos ou "temidos". Muitos transtornos alimentares estão relacionados ao medo de ganhar peso. Aqueles que sofrem de TAS não possuem este medo, mas os sintomas psicológicos e a ansiedade gerada são similares.
O TAS e o Superpaladar (Ver: Supertaster)
Alguns estudos levantam que os indivíduos afetados pelo TAS poderiam ter um paladar muito aguçado, o que provoca essa rejeição a sabores mais fortes.

## Tratamento
Com o tempo, os sintomas do TAS podem diminuir e até mesmo desaparecer sem nenhum tratamento. Porém, em alguns casos o tratamento é necessário se os sintomas persistirem até a idade adulta. A forma mais comum para tratar o TAS é com alguma forma de terapia cognitivo-comportamental. Recorrer a um médico pode ajudar a mudar os hábitos alimentares mais rapidamente do que esperar que os sintomas desapareçam sem nenhum tratamento.
O tratamento deve ser composto por profissionais como o médico pediatra em crianças e clínico para casos adultos, o nutricionista – para orientar o paciente quanto à importância nutricional –, o psicólogo – visto que muitos problemas alimentares são decorrentes de conflitos intra familiares que se explicitam no âmbito alimentar, e em alguns casos, o psiquiatra – para medicar o paciente no sentido de diminuir os sintomas de ansiedade.
Crianças podem aderir também a um tratamento de quatro estágios baseado nos princípios da dessensibilização sistemática. Os quatro estágios deste tratamento são: Registrar, Recompensar, Relaxar e Revisar.
- No primeiro estágio (Registrar), as crianças são encorajadas a anotar todos os hábitos alimentares que elas possuem, sem tentar fazer nenhuma mudança nos hábitos ou nos seus sentimentos cognitivos.
- No segundo estágio (Recompensar), as crianças devem criar uma lista dos alimentos que elas poderão gostar algum dia. Estes alimentos não devem ser drasticamente diferentes da dieta normal delas, mas sim algum alimento familiar preparado de um jeito diferente. Já que o objetivo é fazer a criança comer novos alimentos, então ela é recompensada quando experimenta alimentos novos.
- O terceiro estágio (Relaxar) é o mais importante para crianças que sofrem de ansiedade quando colocadas de frente a alimentos diferentes da sua dieta. Elas então aprendem a relaxar para reduzir a ansiedade que sentem. Neste estágio, as crianças trabalham em cima de uma lista de estímulos que produzem ansiedade e a partir disto podem criar uma estória com imagens e cenários relaxantes. Nestas estórias podem ser introduzidos novos alimentos com a ajuda de uma pessoa real ou imaginária. Então, as crianças ouvem esta estória antes de comer novos alimentos, como uma forma de se imaginarem participando do enredo e ao mesmo tempo relaxam e expandem a variedade de alimentos.[4]
- O estágio final (Revisar) é importante para acompanhar o progresso da criança. É importante incluir tanto sessões a sós com a criança, quanto sessões com um parente a fim de obter uma definição clara de como a criança está progredindo e se as técnicas de relaxamento estão funcionando.